# Erika Kinsey
Erika Kinsey (10 de marzo de 1988) es una deportista de Suecia que compite en atletismo. Ganó una medalla de plata en el Campeonato Europeo de Atletismo por Equipos de 2019, en la prueba de salto de altura.